# Lansky
Lansky è un film del 2021 scritto e diretto da Eytan Rockaway, sulla vita del boss del crimine organizzato Meyer Lansky. È stato distribuito il 25 giugno 2021 dalla Vertical Entertainment.

## Trama
L’anziano boss Meyer Lansky viene indagato per l'ennesima volta dai federali, che sospettano che abbia nascosto milioni di dollari in oltre mezzo secolo. Decide di parlare con un giornalista, rivelando la sua verità sulla Murder, Inc. e del Sindacato Nazionale del Crimine.

## Produzione
Nel maggio 2019 è stato annunciato che Harvey Keitel, Sam Worthington, Emory Cohen e Austin Stowell sono entrati a far parte del cast del film, mentre Alexandra Daddario e Tony Danza erano in trattative per entrare a far parte del cast, con Eytan Rockaway alla regia di una sua sceneggiatura. Nel febbraio 2020 è stato annunciato che AnnaSophia Robb, Jackie Cruz, John Magaro, David Cade, David James Elliott, Alon Abutbul e Minka Kelly erano entrati nel cast e che Cohen, Stowell, Daddario e Danza non erano più previsti nella realizzazione della pellicola.
Le riprese principali, in Alabama, sono durate 20 giorni nel febbraio 2020.